# الگرنون کینگسکوت
 الگرنون کینگسکوت (انگلیسی: Algernon Kingscote؛ زاده ۳ دسامبر ۱۸۸۸ درگذشته ۲۱ دسامبر ۱۹۶۴) یک تنیس‌باز اهل بریتانیا بود.